# アバー・インフォメーション
アバー・インフォメーション株式会社（英：AVer Information Inc.）は、実物投影機(書画カメラ)などのプレゼンテーション機器、ノートPC・タブレット端末の充電保管庫およびテレビ会議システム等を扱う企業。2006年に日本事務所を設置し、2009年に法人化、東京都千代田区に日本支社を構えた。2017年4月に日本支社が東京都新宿区に移転している。
台湾では上場しているが、日本では未上場。書画カメラの世界シェアはトップを誇る。

## 概要
アバー・インフォメーションは、書画カメラ等プレゼンテーション、テレビ会議システム、Web会議システムにおけるグローバルカンパニーで、本社である台湾、日本、ベトナム、韓国、中国、米国、英国、オランダ、スペイン、フランス、イタリアに拠点を構えている。
毎年、収益の30％を超える予算を研究・開発への投資に充てている。現在は、全世界で働く550名を超えるスタッフのうち、3人に1人が研究・開発に携わっている。

## 取扱製品
- 書画カメラ - M70HD[1][2]

- 遠隔授業システム - CC30[3]　遠隔教育向けHDカメラ＆ワイヤレスマイク

- タブレット充電保管カート - Tab40Charge

- ビデオ会議 - VC520[4] [5] [6]

## 東日本大震災復興支援活動
東日本大震災被災地の小中学校に、書画カメラ等を寄贈する。
- 宮城県石巻市

石巻市立石巻小学校、石巻市立住吉小学校、石巻市立湊中学校
- 岩手県陸前高田市

陸前高田市立高田小学校、陸前高田市立広田小学校、陸前高田市立小友小学校、陸前高田市立米崎小学校、陸前高田市立矢作小学校、陸前高田市立竹駒小学校、陸前高田市立横田小学校、陸前高田市立第一中学校、陸前高田市立横田中学校
- 福島県いわき市

いわき市立永崎小学校、いわき市立錦東小学校、いわき市立豊間中学校、福島県立平支援学校
- 宮城県南三陸町

南三陸町立志津川中学校